# 蒙蒂尼 (芒什省)
蒙蒂尼（法語：Montigny，法語發音：[mɔ̃tiɲi] ⓘ）是法国芒什省的一个旧市镇。1973年3月15日，蒙蒂尼与邻近的8个市镇以关联合并的形式并入市镇伊西尼-勒比阿，蒙蒂尼成为了伊西尼-勒比阿的关联市镇。

## 地理
蒙蒂尼（48°38'46.0"N, 1°7'32.8"W）位于法国诺曼底大区芒什省，该省份为法国西北部沿海省份，西、北、东北三面环大西洋，东起顺时针与卡爾瓦多斯省、奧恩省、马耶讷省和伊勒-维莱讷省接壤。
蒙蒂尼的时区为UTC+01:00、UTC+02:00（夏令时）。

## 行政
蒙蒂尼的邮政编码为50540，INSEE市镇编码为50346。

## 人口
蒙蒂尼于2018年1月1日时的人口数量为241人。